# Rascló ventregrís
El rascló ventregrís (Gymnocrex plumbeiventris) és una espècie d'ocell de la família dels ràl·lids (Rallidae) que habita aiguamolls i vegetació de rivera a les Moluques septentrionals, illes Aru i Misool, Nova Guinea, i Nova Irlanda.